# 巴托罗梅奥·埃乌斯塔基奥

Tabulae anatomicae, 1769

巴托罗梅奥·埃乌斯塔基奥（英語：Bartolomeo Eustachi，1520年—1574年），文艺复兴时期欧洲教皇医生，《论解剖》一书的作者，他在此书中首次描述了肾上腺，包含有关肾脏和耳朵的知识。歐氏管和歐氏瓣均源自其名。